# NAS Award in Chemical Sciences

Le National Academy of Sciences Award in Chemical Sciences est un prix qui récompense des recherches innovantes dans le domaine des sciences chimiques. Les travaux récompensés doivent contribuer à une meilleure compréhension des sciences naturelles et être bénéfiques pour l'humanité.

## Lauréats
- Linus Pauling (1979)
- Frank H. Westheimer (1980)
- Bruno H. Zimm (1981)
- Gilbert Stork (1982)
- Henry Taube (1983)
- Richard B. Bernstein (1985)
- Roald Hoffmann (1986)
- Herbert C. Brown (1987)
- Harden M. McConnell (1988)
- Ronald Breslow (1989)
- F. Albert Cotton (1990)
- Richard N. Zare (1991)
- Donald J. Cram (1992)
- Richard H. Holm (1993)
- Koji Nakanishi (1994)
- Isabella L. Karle (1995)
- Ahmed H. Zewail (1996)
- M. Frederick Hawthorne (1997)
- Allen J. Bard (1998)
- John D. Roberts (1999)
- K. Barry Sharpless (2000)
- John I. Brauman (2001)
- Elias J. Corey (2002)
- Harry B. Gray (2003)
- Robert G. Parr (2004)
- Thomas C. Bruice (2005)
- Samuel J. Danishefsky (2006)
- Robert G. Bergman (2007)
- JoAnne Stubbe (2008)
- Joanna S. Fowler (2009)
- Louis E. Brus (2010)
- Stephen J. Benkovic (2011)
- Tobin J. Marks (2012)
- Gábor A. Somorjai (2013)